# Франкенштајново проклетство
Франкенштајново проклетство (енгл. The Curse of Frankenstein) британски је хорор филм из 1957. године, режисера Теренса Фишера, заснован на роману Франкенштајн или модерни Прометеј списатељице Мери Шели. Главне улоге тумаче Питер Кушинг и Кристофер Ли. Први је од седам филмова из Хамеровог серијала о доктору Франкенштајну.
Поред бројних похвала критичара, филм је остварио и велики комерцијални успех зарадивши 8 000 000 $, што је чак 70 пута више од буџета којим се располагало током снимања. Тиме је постао хорор филм са највећом задаом у години и после Куће од воска остварио највећу зараду у периоду 1950-их. Продукцијска кућа Хамер је убрзо постала водеће име у хорор жанру, те су на успеху Франкенштајновог проклетства настали и Дракулин хорор (1958) и Мумија (1960). Редитељи попут Мартина Скорсезеа и Тима Бартона одали су почаст филму због утицаја који је имао на њих. Проф. Патриша Макормак назвала га је првим филмом који је приказао доста крви у боји.

## Радња
У XIX веку, у Швајцарској, барон Виктор Франкенштајн чека на извршење смртне пресуде због убиства своје собарице, Жистин Мориц. Он почиње да прича свештенику, који је дошао да га исповеди, о свом невероватном експерименту који је довео до Морицине смрти. Прича о томе како је од делова тела мртвих људи успео да направи чудовиште коме је потом подарио живот. Међутим, чудовиште се није понашало онако како је он очекивао...

## Улоге
| Глумац          | Улога                     |
| --------------- | ------------------------- |
| Питер Кушинг    | барон Виктор Франкенштајн |
| Роберт Еркат    | др Пол Кремп              |
| Хејзел Корт     | Елизабет Лавенца          |
| Кристофер Ли    | Франкенштајново чудовиште |
| Валери Гента    | Жистин Мориц              |
| Ноел Худ        | тетка Софија              |
| Пол Хардмут     | професор Бернштејн        |
| Мелвин Хејз     | млади Виктор              |
| Сали Волш       | млада Елизабет            |
| Фред Џонсон     | деда                      |
| Алекс Галијер   | свештеник                 |
| Клод Кингстон   | мали дечак                |
| Мајкл Мулкастер | Вардер                    |
| Ен Блејк        | жена                      |
| Рејмонд Реј     | ујак                      |